# Verwaltungsgericht (Litauen)
Das Verwaltungsgericht ist in Litauen ein Gericht der Verwaltungsgerichtsbarkeit. 

## Bezirksverwaltungsgerichte
- Bezirksverwaltungsgericht Kaunas
- Bezirksverwaltungsgericht Klaipėda
- Bezirksverwaltungsgericht Panevėžys
- Bezirksverwaltungsgericht Vilnius
- Bezirksverwaltungsgericht Šiauliai

## Oberstes Verwaltungsgericht
- Oberstes Verwaltungsgericht Litauens